# Targowiska
Targowiska is een plaats in het Poolse district  Krośnieński (Subkarpaten), woiwodschap Subkarpaten. De plaats maakt deel uit van de gemeente Miejsce Piastowe en telt 2250 inwoners.

## Verkeer en vervoer
- Station Targowiska